# مسعود بارزانی
مسعود بارزانی (به کُردی: مه‌سعوود بارزانی؛ زادهٔ ۱۶ اوت ۱۹۴۶) رئیس سابق اقلیم کردستان عراق و رهبر حزب دموکرات کردستان عراق است. او پسر ملا مصطفی بارزانی است. او از سال ۲۰۰۵ تا سال ۲۰۱۷ ریاست اقلیم کردستان عراق را بر عهده داشت و همچنین ریاست حزب دموکرات کردستان عراق را از سال ۱۹۷۹ برعهده دارد.

## زندگی
مسعود بارزانی در ۱۶ اوت ۱۹۴۶ در شهر مهاباد ایران به دنیا آمد. خاندان بارزانی اغلب در تبعید به سر برده‌اند. عموی بزرگ مسعود، شیخ عبدالسلام بارزانی در سال ۱۹۱۴، پس از یک سری مبارزات در موصل به دست حکومت عثمانی اعدام شد. پس از او شیخ احمد بارزانی به مبارزه ادامه داد و چندین بار توسط حکومت سلطنتی عراق تبعید شد. سلسله مبارزات در اینجا هم پایان نیافت و مصطفی بارزانی ادامهٔ این مبارزات را به دست گرفت و در سال ۱۹۴۵، پس از یک سری مبارزات و جنگ با دولت عراق، به‌همراه خانواده و خاندان بارزانی وارد ایران شد و در ایران هم با پیشمرگان خود به دفاع از حکومت جمهوری مهاباد پرداخت. در همین زمان، مسعود بارزانی در مهاباد متولد شد. پس از این‌که حکومت جمهوری مهاباد سرنگون شد، ملا مصطفی در میان سه دولت مخالف ایران و عراق و ترکیه ناچار شد با جنگ و گریز با سه دولت، به شوروی پناهنده شود. مسعود بارزانیِ خردسال با خانوادهٔ خود به عراق رفت و از آنجا به جنوب عراق تبعید شد و عموها و برادرانش زندانی شدند.
در سال ۱۹۵۸، پس از کودتای عبدالکریم قاسم، خانوادهٔ بارزانی بعد از ۱۲ سال، از تبعید و زندان آزاد شدند و ملا مصطفی به کردستان عراق برگشت، ولی پس از دو سال دوباره حکومت عراق به وعده‌های خود برای دادن حقوق کردها عمل نکرد و ملا مصطفی در سال ۱۹۶۱ دوباره برای گرفتن حقوق کردها با حکومت به مبارزه برخاست. در این میان، مسعود بارزانی، که نوجوانی بیش نبود، وارد میدان مبارزه شد و به صف پیشمرگان پیوست. در سال ۱۹۷۹، در وین، سوءقصد ناموفقی به جان مسعود بارزانی صورت گرفت که طی آن یکی از دستیارانش مجروح شد. ادریس بارزانی (برادر بزرگترِ مسعود بارزانی) در سال ۱۹۷۹ پس از مرگ ملا مصطفی، از سوی اعضا و طرفداران حزب دموکرات کردستان عراق به رهبری حزب برگزیده شد و به مبارزات ادامه داد.

### رهبری حزب
پس از مرگ ادریس بارزانی، مسعود بارزانی به رهبری حزب رسید؛ تا توانست در سال ۱۹۹۱، پس از یک نبرد با دولت مرکزی، کنترل کردستان عراق را به دست بگیرد و به همکاری سازمان ملل پس از تهدیدِ خط پرواز ممنوع و پس از یک انتخابات داخلی که ۵۱٪ آرا را به دست آورد، به‌همراهی اتحادیهٔ میهنی کردستان، حکومت اقلیم کردستان عراق را تشکیل دهد. در حال حاضر، مسعود بارزانی رئیس منتخب اقلیم کردستان عراق است.
او در دوره ریاست خود چندین مؤسسه در منطقه کردستان جهت توسعه دموکراسی نوظهور، تقویت اتحاد و بهبود فرایند تصمیم‌ گیری ایجاد کرده ‌است.
او در ژانویه ۲۰۰۷ شورای ریاست جمهوری که شامل معاون رئیس‌جمهور، رئیس و معاون رئیس مجلس ملی کردستان، نخست‌ وزیر و معاون نخست‌وزیر و رئیس ستاد ریاست منطقه کردستان بود را تأسیس کرد.
در فوریه ۲۰۱۱ موفق به کسب جایزه صلح آتلانتیک از کمیته آتلانتیک ایتالیا به جهت نقش خود در ترویج صلح، ثبات و مدارا مذهبی در منطقه شد و در همین بازدید پاپ بندیکت شانزدهم از نقش وی در پناه و کمک به مسیحیان آواره تقدیر کرد. جایزه صلح آتلانتیک به صورت سالانه و هر سال به چهره‌های برجسته بین‌المللی که در جهت ترویج صلح و ثبات و رعایت حقوق اقلیت‌های دینی و مذهبی تلاش می‌کنند، اهدا می‌گردد.
ظهور داعش و درگیر شدن منطقه کردستان عراق با این گروه، موجب شد که توجه جامعه جهانی دوباره به وی معطوف شود و در سال ۲۰۱۴ او یکی از هشت نامزد نهایی شخص سال مجله تایمز به دلیل مبارزه با داعش و تلاش برای تشکیل کشور کردستان شد.
وی در ۲۹ اکتبر ۲۰۱۷ با صدور نامه‌ای اعلام کرد در اول نوامبر ۲۰۱۷ با پایان یافتن دوره ریاستش برای همیشه کناره‌ گیری می‌کند.

## ریاست اقلیم کردستان
در ژوئیه ۲۰۰۹، در اولین انتخابات مستقیم برای ریاست اقلیم خودمختار کردستان، مسعود بارزانی با رای مردمی با کسب ۶۹,۶ درصد آرا، مجدداً به عنوان رئیس جمهور انتخاب شد. این انتخابات از نزدیک توسط ناظران بین المللی و کمیسیون انتخابات عراق نظارت شد. در مرداد ۱۳۹۲، پس از پایان دورهٔ هشت ساله وی، مجلس دوره ریاست وی را برای دو سال دیگر تمدید کرد و او حتی پس از این تمدید نیز به این سمت ادامه داد.
او یکی از هشت نامزدی بود که در فهرست شخصیت سال ۲۰۱۴ مجله تایم به دلیل تلاش‌هایش برای پیشبرد استقلال کردستان با مبارزهٔ مداوم علیه دولت اسلامی عراق و سوریه (داعش) قرارداشت.

## نوشته‌ها
مسعود بارزانی دو کتاب به چاپ رسانده که اولی کتابی ۳ جلدی با نام بارزانی و جنبش آزادیبخش کُرد است که به زندگی و مبارزات ملامصطفی بارزانی می‌پردازد و دومی با عنوان برای تاریخ به همه‌پرسی استقلال کردستان عراق در سال ۲۰۱۷ اختصاص دارد. بخش‌هایی از کتاب اول و نیز کتاب دوم به زبان فارسی ترجمه شده و با مشخصات زیر به چاپ رسیده‌اند.
- بارزانی، مسعود. مبارزات آزادیبخش مردم کرد و قیام ملا مصطفی بارزانی: تجزیه و تحلیل علت شکست قیام و شرح حال زندگی، ترجمۀ احمد محمدی، ناشر مؤلف، ۱۳۸۱؛ ۱۸۰ ص.
- مبارزات آزادیبخش مردم کردستان عراق و قیام مصطفی بارزانی «انقلاب بارزان» (۱۹۵۸ - ۱۹۶۱)، ترجمۀ احمد محمدی، ناشر مؤلف، ۱۳۹۳؛ ۴۴۰ ص.
- بارزانی، مسعود. برای تاریخ، اربیل: مؤسسۀ خیریۀ بارزانی، ۲۰۲۰.